# Сельский округ Атамекен (Акмолинская область)
Се́льский окру́г Атамеке́н (каз. Атамекен ауылдық округі) — административная единица в составе Бурабайского района Акмолинской области Казахстана.
Административный центр — аул Атамекен

## География
Административно–территориальное образование расположено в юго-восточной части Бурабайского района. В состав сельского округа входят 6 населённых пунктов.
Граничит с землями административно-территориальных образований: Урумкайский сельский округ — на западе, севере, Катаркольский сельский округ — на северо-востоке, Ульгинский, Макинский сельские округа района Биржан сал — на востоке, город Макинск, Караузекский сельский округ Буландынского района — на юге.
Территория сельского округа охватывает юго-восточную часть Кокшетауской возвышенности, располагаясь на Казахском мелкосопочнике. Рельф — мелкосопочный, покрытий не связанными между собой малыми лесными массивами. Общий уклон — с севера на юг. Средняя абсолютная высота — 370–380 метров над уровнем моря.
Гидрографические компоненты: озёра Балыкты, Чистое и другие. 
Климат холодно-умеренный, с хорошей влажностью. Среднегодовая температура воздуха положительная и составляет около +3,0°С. Среднемесячная температура воздуха в июле достигает +19,0°С. Среднемесячная температура января составляет около -15,5°С. Среднегодовое количество осадков составляет около 450 мм. Основная часть осадков выпадает в период с мая по август.
Через территорию сельского округа проходят: автомобильная дорога республиканского значения — А-1 «Астана — Петропавловск», Трансказахстанская железнодорожная магистраль.

## История
В 1989 году существовал как — «Климовский сельсовет», в составе Щучинского района Кокчетавской области.
В составе сельсовета находились 6 населённых пунктов — сёла Климовка (административный центр), Жанажол, Жаркайын, Жасыл, Черноярка, Шияли.
В периоде 1991—1999 годов:
- Климовский сельсовет был преобразован в сельский округ в соответствии с реформами административно-территориального устройства Республики Казахстан;
- после упразднения Кокшетауской области в 1997 году, территория упразднённой области вошла в состав Северо-Казахстанской области;
- с 1999 года вместе с районом — в составе Акмолинской области.

Совместным решением Акмолинского областного Маслихата и Акимата Акмолинской области от 24 августа 2005 года № 3С-14-5 «О переименовании некоторых населенных пунктов Акмолинской области», зарегистрированное Департаментом юстиции Акмолинской области 01 сентября 2005 года № 3155:
- село Климовка Климовского сельского округа было переименовано в село Атамекен;
- село Черноярка Климовского сельского округа было переименовано в село Каражар.

## Население
| Численность населения | Численность населения | Численность населения | Численность населения | Численность населения |
| 1989                  | 1999                  | 2009                  | 2020                  | 2021                  |
| --------------------- | --------------------- | --------------------- | --------------------- | --------------------- |
| 2594                  | ↘2324                 | ↘2167                 | ↘2014                 | ↘1920                 |

## Состав
| № | Населённый пункт | Тип населённого пункта      | Население, 1989 | Население, 1999 | Население, 2009 |
| - | ---------------- | --------------------------- | --------------- | --------------- | --------------- |
| 1 | Атамекен         | аул, административный центр | 1 091           | 836             | 823             |
| 2 | Жанажол          | село                        | 166             | 163             | 164             |
| 3 | Жаркайын         | село                        | 123             | 145             | 106             |
| 4 | Жасыл            | село                        | 435             | 523             | 459             |
| 5 | Каражар          | село                        | 548             | 451             | 404             |
| 6 | Шиели            | село                        | 231             | 206             | 211             |

## Экономика
На территории сельского округа функционируют:
- 6 ТОО;
- 20 крестьянских хозяйств;
- 9 ИП;
- 4 медицинских пункта (по одному на село);
- 1 врачебная амбулатория.

Уборочная площадь зерновых культур по округу составляет 11 500 га. Средняя урожайность составила — 20,5 ц/га.
Водопроводные сети сельского округа Атамекен находятся на балансе ЖКХ района.       

## Местное самоуправление
Аппарат акима сельского округа Атамекен — аул Атамекен, улица Школьная, 26.
- Аким сельского округа — Есекей Канай Сагындыкулы[1].